# Sur le plancher des vaches
Pour plus de détails, voir Fiche technique et Distribution.
Sur le plancher des vaches est un film français réalisé par Pierre-Jean Ducis, sorti en 1940.

## Synopsis
Un petit employé de banque, Jean Durand (Noël-Noël), remporte un avion lors d'une loterie. Par amour, ce " français moyen " va trouver le courage d'apprendre à piloter, le menant jusqu'à se risquer pour une mission de sauvetage vers le désert d’Algérie.

## Fiche technique
- Réalisation : Pierre-Jean Ducis, assisté de Gilles Grangier
- Scénario et dialogues : Noël-Noël
- Photographie : Fred Langenfeld et Charles Suin
- Musique : Marcel Lattès
- Montage : Christian Gaudin
- Décors : Robert Dumesnil
- Son : Jean Dubuis
- Direction de la production : Robert Lavallée
- Société de production : Badalo
- Pays :  France
- Format : Son mono - Noir et blanc - 35 mm  - 1,37:1
- Genre : Comédie
- Durée : 87 min
- Date de sortie : 
  - France - 28 février 1940

## Distribution
- Noël-Noël : Jean Durand
- Betty Stockfeld : Jeanne Couret
- Pauline Carton : Mme Noblesse, la femme de ménage
- René Génin : Boisselot
- Simone Mareuil : Gaby
- Raymond Cordy : Maurice Veller
- Georges Péclet : Bourgoin
- Léon Bary : Potron
- Charles Lemontier : Papillon
- Christian Argentin : le directeur
- Anthony Gildès : le sourd
- Louis Florencie : le général
- Raymond Souplex : le chansonnier
- Marie-Jacqueline Chantal : une employée
- Louis Robert : le mécano
- Jacques Mattler : le médecin
- Alice Didier
- Pierre Ferval
- André Gray
- Louis de Nalair
- Prévôt
- Guy Rapp
- Geneviève Soria
- Tache
- Alfred Adam: le journaliste